# Persone di nome Goffredo
| Questa pagina contiene informazioni ricavate automaticamente dalle voci biografiche con l'ausilio del template Bio e di un bot. L'aggiornamento è periodico e automatico e ricostruisce completamente la pagina. Se manca una persona in questa lista, sei pregato di non aggiungerla, ma accertati piuttosto che la sua voce biografica contenga il template Bio e che i dati anagrafici siano correttamente compilati. Se il template Bio manca, inseriscilo tu stesso o, in alternativa, metti l'avviso {{tmp\|Bio}} che ne segnala la mancanza. Se i dati riportati sono sbagliati, correggi direttamente la voce biografica; le modifiche saranno visibili in questa lista entro pochi giorni. Per chiarimenti vedi il progetto antroponimi. La lista contiene solo le 112 persone che sono citate nell'enciclopedia e per le quali è stato implementato correttamente il template Bio. Pagina aggiornata al 22 lug 2025. |

Questa è una lista di persone presenti nell'enciclopedia che hanno il nome Goffredo, suddivise per attività principale.

## Abati(3)
- Goffredo Casalis, abate e storico italiano (Saluzzo, n. 1781 - Torino, † 1856)
- Goffredo d'Auxerre, abate e teologo francese (Auxerre - Abbazia di Altacomba)
- Goffredo di Vendôme, abate e scrittore francese (Angers - Angers, † 1132)

## Arcivescovi cattolici(1)
- Goffredo, arcivescovo cattolico inglese (Normandia, † 1212)

## Attori(3)
- Goffredo D'Andrea, attore italiano
- Goffredo Galliani, attore e commediografo italiano (Bologna, n. 1857 - Bologna, † 1933)
- Goffredo Unger, attore italiano (Oslo, n. 1933 - Roma, † 2009)

## Aviatori(1)
- Goffredo de Banfield, aviatore austro-ungarico (Castelnuovo di Cattaro, n. 1890 - Trieste, † 1986)

## Avventurieri(1)
- Goffredo Ridello, avventuriero e generale normanno (Ducato di Normandia - Italia, † 1086)

## Calciatori(2)
- Goffredo Colombi, calciatore italiano (Stradella, n. 1919 - Livorno, † 2008)
- Goffredo Stabellini, calciatore italiano (Formignana, n. 1925 - Parma, † 2012)

## Cantautori(1)
- Goffredo Canarini, cantautore, compositore e paroliere italiano (Vecchiano, n. 1939 - Vecchiano, † 2002)

## Cardinali(1)
- Goffredo da Trani, cardinale italiano (Trani - Lione, † 1245)

## Ceramisti(1)
- Goffredo Gaeta, ceramista e scultore italiano (Faenza, n. 1937 - Brisighella, † 2022)

## Compositori(1)
- Goffredo Petrassi, compositore italiano (Zagarolo, n. 1904 - Roma, † 2003)

## Condottieri(3)
- Goffredo di Conversano, condottiero normanno (Brindisi, † 1100)
- Goffredo d'Altavilla, condottiero normanno (Cotentin - † 1071)
- Goffredo Marzano, condottiero italiano (n. 1300)

## Doppiatori(1)
- Goffredo Matassi, doppiatore e attore italiano (Roma, n. 1933 - Roma, † 2020)

## Filologi(1)
- Goffredo Coppola, filologo classico, saggista e politico italiano (Guardia Sanframondi, n. 1898 - Dongo, † 1945)

## Genealogisti(1)
- Goffredo di Crollalanza, genealogista, giornalista e araldista italiano (Fermo, n. 1855 - Bari, † 1905)

## Generali(3)
- Goffredo Canino, generale italiano (Riva del Garda, n. 1931 - Sceaux, † 2008)
- Goffredo Mencagli, generale italiano (Città di Castello, n. 1943)
- Goffredo Tonini, generale italiano (Rimini, n. 1898 - Roma, † 1970)

## Geografi(1)
- Goffredo Jaja, geografo italiano (Visso, n. 1874 - Visso, † 1950)

## Giornalisti(1)
- Goffredo Bellonci, giornalista, critico letterario e italianista italiano (Bologna, n. 1882 - Lido di Camaiore, † 1964)

## Mercanti(1)
- Goffredo Bezzecchi, mercante italiano (Postumia Grotte, n. 1939)

## Militari(4)
- Goffredo Franchini, militare e aviatore italiano (Genova, n. 1909 - Mar Rosso, † 1940)
- Goffredo Gastaldi, militare e aviatore italiano (Messina, n. 1910 - Mar Mediterraneo, † 1941)
- Goffredo di Taranto, militare italiano (Trani, † 1068)
- Goffredo Zignani, militare italiano (Roma, n. 1904 - Elbasan, † 1943)

## Monaci cristiani(1)
- Goffredo Malaterra, monaco cristiano normanno

## Nobili(25)
- Goffredo Borgia, nobile italiano (Roma, n. 1481 - Squillace, † 1517)
- Goffredo da Cosenza, nobile e notaio normanno (Cosenza - Gallipoli, † 1269)
- Geoffroy di Perche, nobile francese († 1040)
- Goffredo il Villoso, nobile (Prades - Tremp, † 897)
- Goffredo II di Lovanio, nobile francese († 1142)
- Goffredo I di Lovanio, nobile (Affligem, † 1139)
- Goffredo il Barbuto, nobile (Verdun, † 1069)
- Goffredo II della Bassa Lorena, nobile († 1023)
- Goffredo I della Bassa Lorena, nobile († 964)
- Goffredo I di Verdun, nobile francese
- Goffredo II di Villehardouin, nobile († 1245)
- Goffredo di Cappenberg, nobile, monaco cristiano e santo tedesco (Cappenberg - Ilbenstadt, † 1127)
- Goffredo Boterel II di Penthièvre, nobile francese († 1148)
- Goffredo I di Namur, nobile francese († 1139)
- Goffredo di Jülich, nobile tedesco († 949)
- Goffredo I di Tubinga, nobile tedesco († 1316)
- Goffredo di Calw, nobile tedesco († 1131)
- Goffredo II di Donzy, nobile francese (Donzy)
- Goffredo I di Perche, nobile francese († 1100)
- Goffredo I del Maine, nobile franco († 878)
- Goffredo II di Gâtinais, nobile (Francia - Francia)
- Goffredo di Brionne, nobile normanno († 1015)
- Goffredo il Gobbo, nobile (Vlaardingen, † 1076)
- Goffredo di Hohenlohe, nobile tedesco (n. 1265 - Mergentheim, † 1310)
- Goffredo di Lusignano, nobile francese

## Patriarchi cattolici(1)
- Goffredo di Hohenstaufen, patriarca cattolico tedesco († 1194)

## Patrioti(1)
- Goffredo Ghirardini, patriota italiano (Asola, n. 1841 - Mantova, † 1913)

## Piloti automobilistici(1)
- Goffredo Zehender, pilota automobilistico italiano (Reggio Calabria, n. 1901 - Roma, † 1958)

## Poeti(3)
- Goffredo di Strasburgo, poeta tedesco (Strasburgo)
- Goffredo di Winchester, poeta francese (Cambrai - Winchester, † 1107)
- Goffredo Mameli, poeta e patriota italiano (Genova, n. 1827 - Roma, † 1849)

## Politici(7)
- Goffredo Alterisio, politico italiano (Sant'Agata de' Goti, n. 1891 - Imperia, † 1973)
- Goffredo Andreini, politico italiano (Forte dei Marmi, n. 1927)
- Goffredo Bettini, politico italiano (Roma, n. 1952)
- Goffredo Confalonieri, politico italiano (Medole)
- Goffredo di Ragusa, politico e cavaliere normanno († 1120)
- Goffredo Lanzara, politico italiano (Napoli, n. 1878 - † 1961)
- Goffredo Nannini, politico italiano (Marradi, n. 1917 - † 1974)

## Presbiteri(1)
- Goffredo da Bussero, presbitero e scrittore italiano (Bussero, n. 1220 - Milano)

## Principi(2)
- Goffredo I di Villehardouin, principe
- Goffredo di Hohenlohe-Langenburg, principe tedesco (Langenburg, n. 1897 - Langenburg, † 1960)

## Produttori cinematografici(1)
- Goffredo Lombardo, produttore cinematografico e produttore discografico italiano (Napoli, n. 1920 - Roma, † 2005)

## Registi(1)
- Goffredo Alessandrini, regista e ostacolista italiano (Il Cairo, n. 1904 - Roma, † 1978)

## Religiosi(1)
- Goffredo di Beaulieu, religioso e biografo francese (Évreux)

## Saggisti(1)
- Goffredo Fofi, saggista, attivista e giornalista italiano (Gubbio, n. 1937 - Roma, † 2025)

## Scrittori(2)
- Goffredo Cognetti, scrittore e pittore italiano (Napoli, n. 1855 - Castiglioncello, † 1943)
- Goffredo Parise, scrittore, giornalista e sceneggiatore italiano (Vicenza, n. 1929 - Treviso, † 1986)

## Sovrani(2)
- Goffredo di Buglione, sovrano franco (Baisy-Thy - Gerusalemme, † 1100)
- Goffredo II Borrell, sovrano spagnolo (Barcellona, † 911)

## Storici(2)
- Goffredo di Monmouth, storico, scrittore e vescovo britannico (Monmouth - Llandaff)
- Goffredo di Villehardouin, storico e generale francese (Castello di Villehardouin, n. 1160 - Messinopoli, † 1213)

## Vescovi(2)
- Goffredo di Amiens, vescovo, abate e santo francese (Moulincourt, n. 1066 - Soissons, † 1115)
- Goffredo di Montbray, vescovo normanno (Coutances, † 1093)

## Vescovi cattolici(3)
- Goffredo, vescovo cattolico italiano
- Goffredo Montanari, vescovo cattolico italiano (Torino, † 1300)
- Goffredo Zaccherini, vescovo cattolico, teologo e scrittore italiano (Imola, n. 1871 - Roma, † 1938)

## Senza attività specificata(24)
- Geoffrey de Charnay, cavaliere medievale normanno (Parigi, † 1314)
- Goffredo II di Bretagna, duca britannico (n. 1158 - Parigi, † 1186)
- Goffredo di Charny, cavaliere medievale e scrittore francese († 1356)
- Goffredo III di Lovanio, duca (n. 1142 - † 1190)
- Goffredo II di Preuilly, conte francese (Angers, † 1067)
- Goffredo da Viterbo,  e notaio italiano (Viterbo - Viterbo)
- Goffredo II di Provenza, conte
- Goffredo Grenonat, conte francese (Quimper, † 1084)
- Goffredo Boterel I di Penthièvre, conte francese (Dol)
- Goffredo d'Angoulême, conte († 1048)
- Goffredo II di Cerdanya, conte (Casteil, † 1050)
- Goffredo I de Girona, conte (Gerona)
- Goffredo II di Besalú, conte (Besalù, † 957)
- Goffredo di Mâcon, conte († 1065)
- Goffredo I d'Angiò, conte (Marçon, † 987)
- Goffredo I di Bretagna, francese (n. 980 - † 1008)
- Goffredo I di Provenza, conte
- Goffredo II d'Angiò, conte (n. 1006 - Angers, † 1060)
- Goffredo III d'Angiò, conte (Château-Landon, n. 1040)
- Goffredo IV Martello, conte (Candé, † 1106)
- Goffredo V d'Angiò, conte (Angers, n. 1113 - Château-du-Loir, † 1151)
- Goffredo VI d'Angiò, conte (Rouen, n. 1134 - Nantes, † 1158)
- Goffredo Lagger, sciatore di pattuglia militare italiano (Formazza, n. 1902 - Arona, † 1984)
- Goffredo di Saint-Omer, cavaliere medievale fiammingo